# حالات الاعتداء الجنسي للكشافة
حالات الاعتداء الجنسي الكشافة هي الحالات التي يكون فيها الشباب المشاركين في برامج الكشافة تعرضوا لاعتداءات جنسية من قبل شخص بالغ وأيضا في البرنامج الكشفية (زعيم الكبار الكشفية، أو أكثر إلا نادرا، وهو زميل الكشفية). في بعض الحالات، يتم توجيه اتهامات رسمية، مما يؤدى في حالات قانونية محددة.